# Пинджур
Пинджур (серб. пинђур / pinđur, болг. пинджур, макед. пинџур) — баклажанная икра и одноимённый баклажанный соус, одно из национальных блюд множества балканских стран.
Готовится в основном летом. Популярно в Болгарии, Сербии, Северной Македонии и Боснии и Герцеговине. Похож на айвар, но отличается тем, что использует именно баклажаны, а не перец.

## Рецепты
В традиционный рецепт входят баклажаны, помидоры, красный и чёрный перец, лук, чеснок, растительное масло, сахар и соль. Приготовление пинджура занимает много времени, поскольку некоторые ингредиенты приготавливаются несколько часов. Обычно порядок следующий:
- Запечь овощи в духовке на 40-45 минут.
- Переложить их в кастрюлю и залить холодной водой, затем накрыть крышкой и готовить 20 минут на умеренном огне.
- Пропаренные овощи охладить, снять кожицу и убрать семена у перца.
- Пропустить овощи через мясорубку, дать стечь жидкости, добавить пропущенный через пресс чеснок, растительное масло, соль, перец и петрушку. Перед подачей перемешать.

Пинджур подаётся к мясу, картофелю и свежему хлебу.